# Michael Hansen (humoriste)
Pour les articles homonymes, voir Michael Hansen et Hansen.
Michael W. Hansen, de son vrai nom Hans Michael Oskar Piastowski (né le 21 octobre 1946 à Aalborg, mort le 15 mars 2011 à Berlin) est un chanteur et humoriste dano-allemand.

## Biographie
Dans les années 1970, Michael Hansen a un certain succès en tant que chanteur de schlager. Son plus grand succès fut Das Hertha Lied en 1972.
Hansen fonde le cabaret Berliner Brettl le 2 mars 1993, qui prend la place de U. L.K. (Unabhängig-Literarisches Kabarett, Cabaret littéraire indépendant) fondé par Fritz Decho,  et le dirige jusqu'à sa mort. Les membres de l'ensemble sont Erika Köllinger, Sigrid Grajek et Tilman Lucke. Il est également membre et invité du Berliner Kabarett Klimperkasten et d'autres ensembles de cabaret.
L'initiale W dans son nom ne vient pas d'un autre prénom, mais vise à le différencier du chanteur de schlager Michael Hansen, plus connu par sa carrière au moment de l'Allemagne de l'Est.
Michael Hansen meurt le 15 mars 2011 immédiatement après avoir joué à Berlin.
Après la mort de Hansen, six membres de l'ensemble Berliner Brettl reforment une troupe, Das Fliegende Brettl, le 19 avril 2011.